# Ōnan
Ōnan (jap. 美郷町 Ōnan-chō) – miasto w Japonii, na wyspie Honsiu, w prefekturze Shimane. Według danych na rok 2020 miejscowość zamieszkiwało 10 163 mieszkańców , a gęstość zaludnienia wyniosła 24,2 os./km².